# クラプラ
クラプラ（アイスランド語: Krafla）は、アイスランドにある火山である。

## 概要
アイスランド北東部にある火山で、標高は650m。アイスランドにある火山ではかなり活発で、1984年9月の噴火を最後にこの火山は噴火していないが、現在も火山の至るところから噴気が出ている。
クラプラ山の近くには、1975年から稼働しているアイスランド国内で最も古い地熱発電所、クラプラ地熱発電所がある。

## 噴火歴
1724年から1729年にかけて噴火の記録があり、この噴火では大量の溶岩が流れ出した。その溶岩流は、近くにあるミーヴァトン湖に達し、湖水はわずか2、3日で蒸発した。湖にいた生物は全滅した。その後も、1975年、1981年、1984年に噴火し、いずれも割れ目から溶岩流を噴出させている。
1977年には地熱発電のためにあけたボーリング穴からマグマが噴き出している。

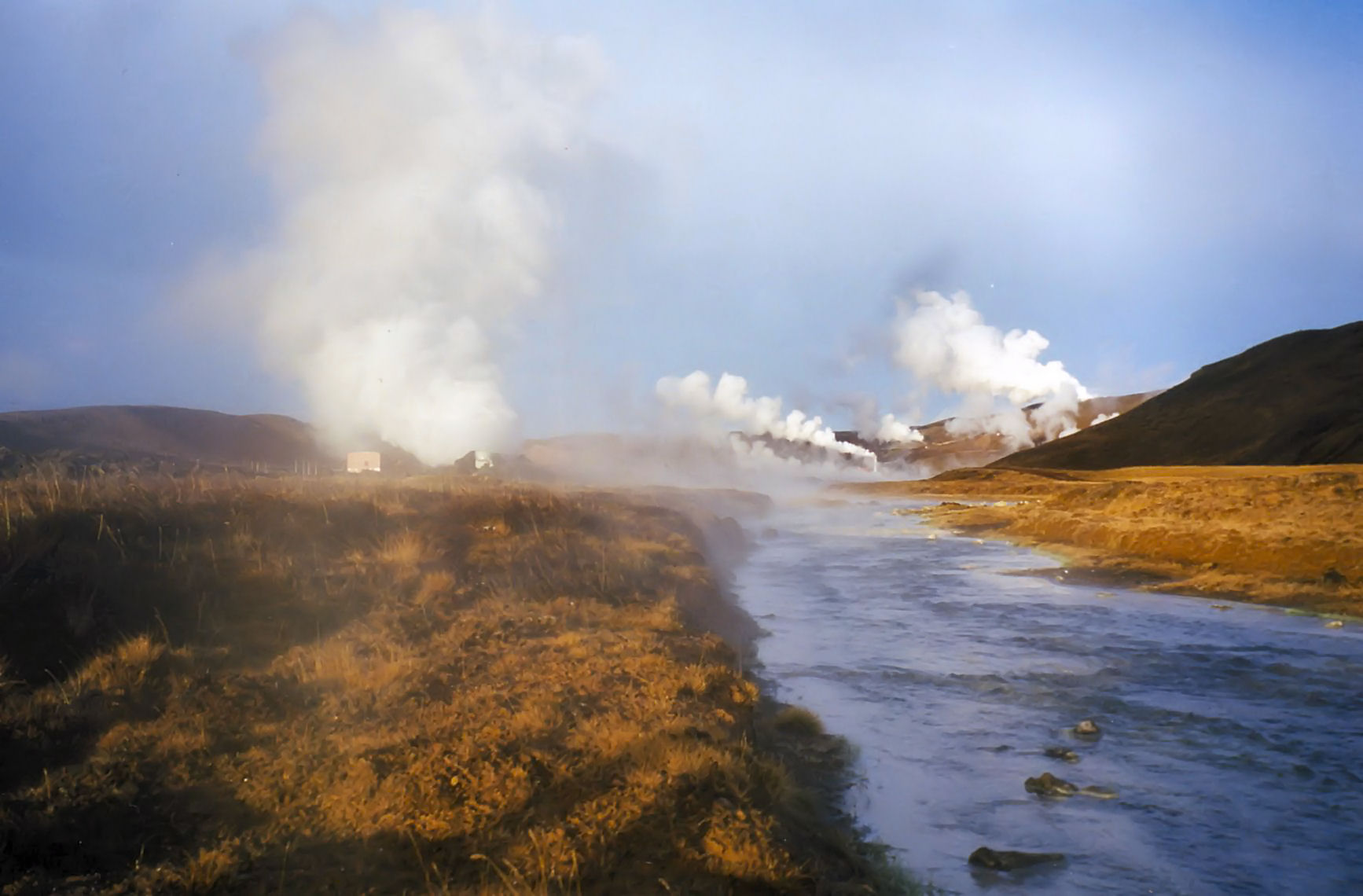
Krafla volcanic area
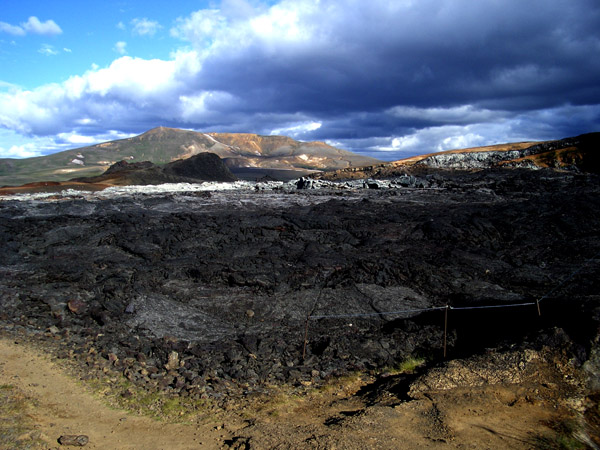
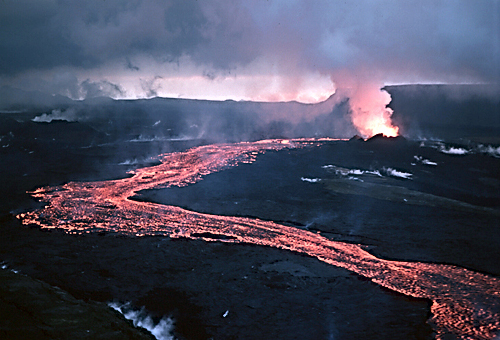
1984年
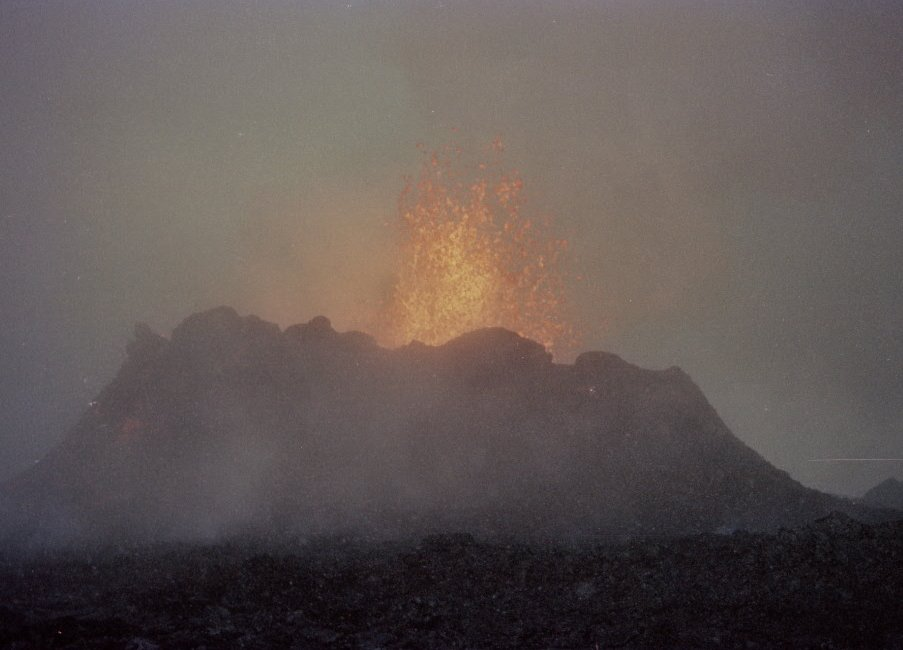
1984年
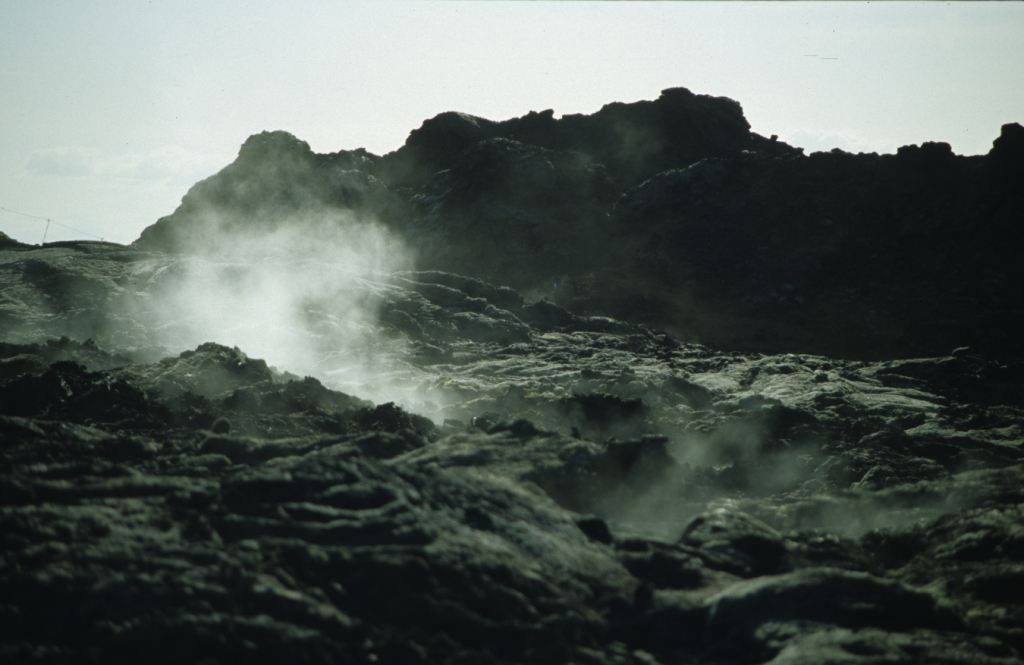
2007年
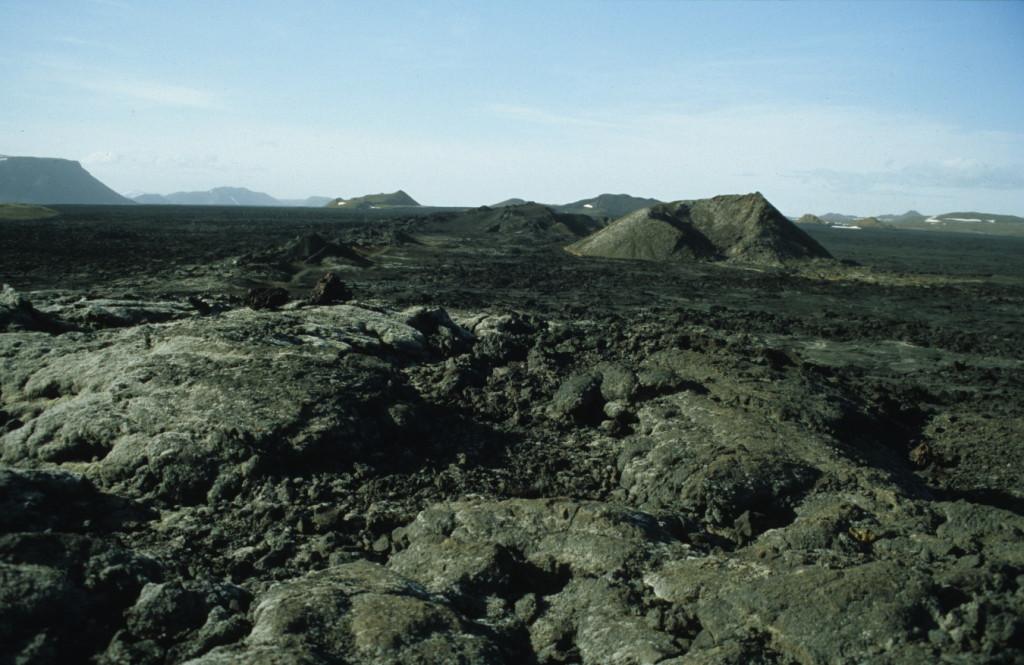
2007年
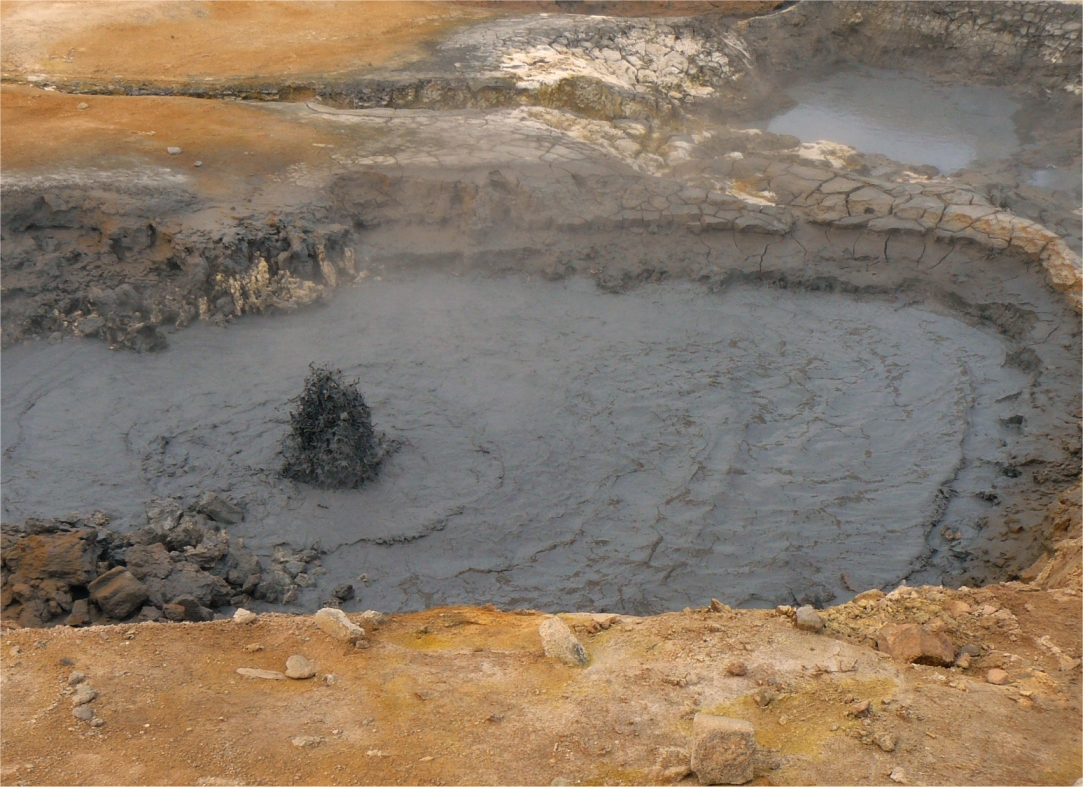
Mudpots at Hverir, Námafjall, August 2008
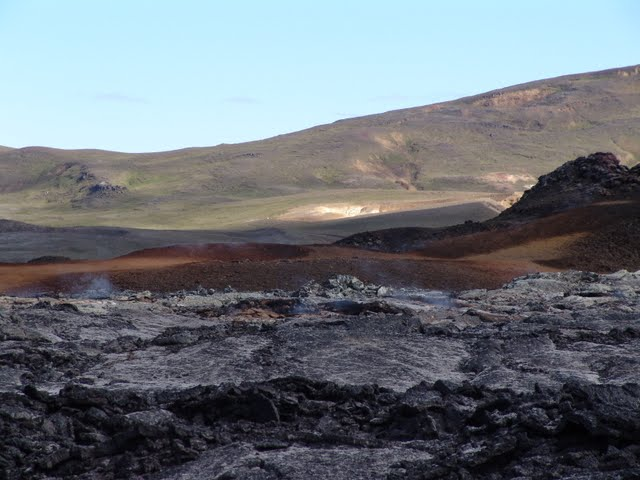
Krafla area
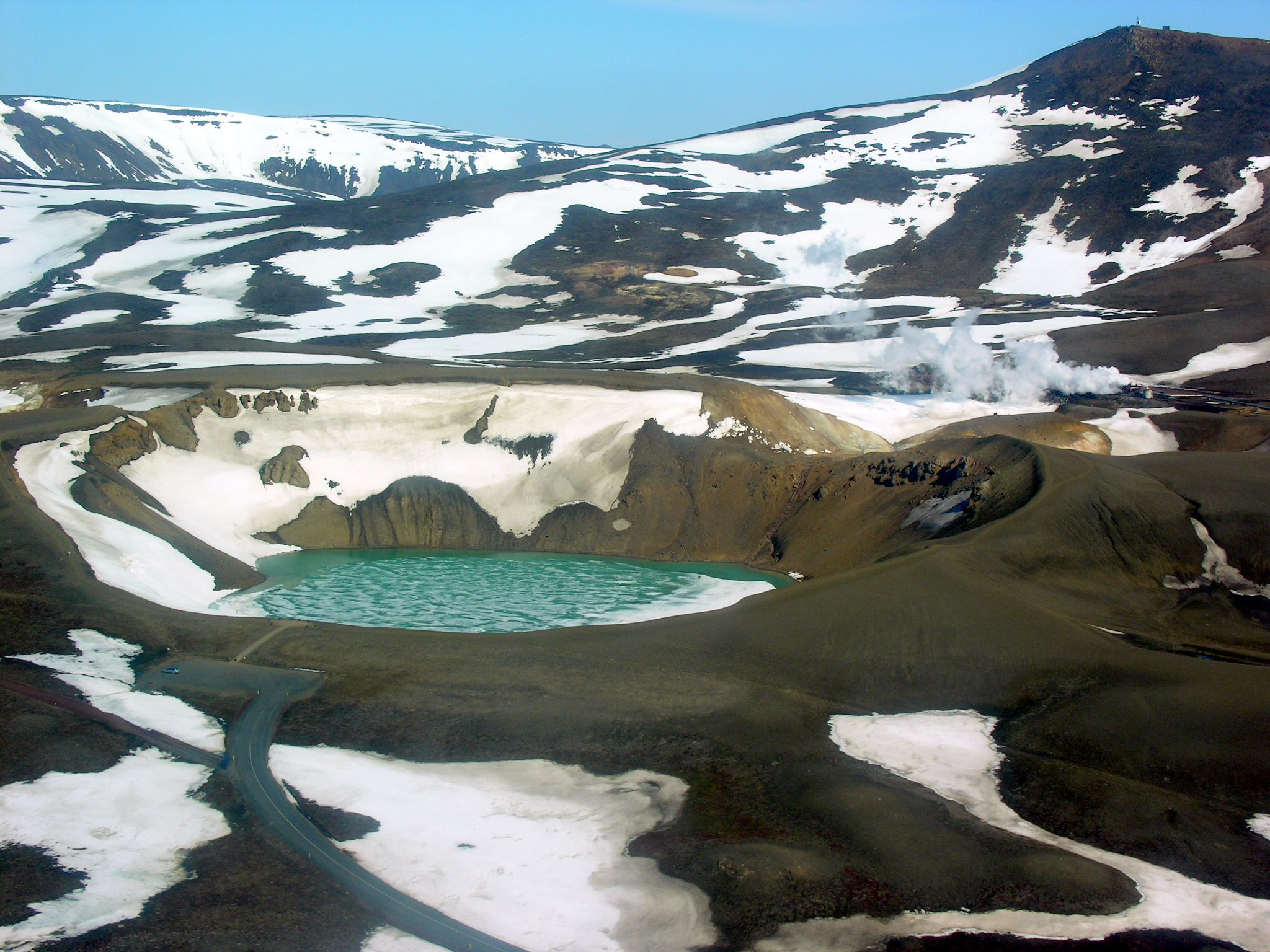
Víti crater and lake